# Kouvot Kouvola
El Kouvot Kouvola es un equipo de baloncesto finlandés con sede en la ciudad de Kouvola, que compite en la Korisliiga. Disputa sus partidos en el Mansikka-ahon urheiluhalli, con capacidad para 1076 espectadores.

## Posiciones en Liga
| - 1994 (8) - 1995 (1) - 1996 (5) - 1997 (2) - 1998 (2) | - 1999 (1) - 2000 (5) - 2001 (7) - 2002 (10) - 2003 (7) | - 2004 (1) - 2005 (9) - 2006 (4) - 2007 (9) - 2008 (3) | - 2009 (2) - 2010 (2) - 2011 (6) - 2012 (9) - 2013 (6) | - 2014 (7) - 2015 (5) - 2016 (1) - 2017 (6) - 2018 (5) | - 2019 (2) - 2020 (-) - 2021 (10) - 2022 |

## Palmarés
- Campeonato de Finlandia: 1995, 1999, 2004, 2016
  - Subcampeón: 1997, 1998, 2008, 2019

- Copa de Finlandia : 1998
  - Subcampeón: 1997, 2001, 2003, 2007

- Campeón 1st Division (2 División): 2002

## Jugadores destacados
| - Javan Goodman - Tobias Reinholt - Lucas Rodríguez - Kari Haakana - Tuomas Lisalo - Ville Kaunisto - Eetu Koskinen - Jarno Makela - Pekka Virtanen - Pierre Jallow - Tony Rampton - Gilberto Clavell - Issa Konare - Roger Lillieskold - Urban Soderman - John Allen - Jason Andreas - Beau Archibald - David Bell - Wayne Bernard - Rodney Billups - Stan Blackmon | - Anthony Brown - Willie Chapman - Cliff Colimon - Brian Collins - Jason Conley - Jermaine Dearman - Kevin Frey - Matthew Gibson - Reggie Golson - Josh Gonner - Marcus Grant - Daryl Greene - LaMarr Greer - Justin Hawkins - Chris Hester - Adrian Hill - Aaron Hogg - Daren Jenkins - Delvon Johnson - Grant Johnson - Ian Johnson - Jonathan Jones | - Antoine Jordan - Ronny LeMelle - Mario Lucas - Jason Miller - Ajene Moye - Grayson Moyer - Derick Nelson - Ross Neltner - Josh Pace - Ricky Price - Anthony Price - Kenny Price - Terrance Roberson - Chris Sandy - Kyle Shiloh - Corey Smith - Troy Smith - Isaac Spencer - Frankie Sullivan - Brian Swift - Andre Tate | - Vernon Taylor - Gregg Thondique - Durell Vinson - B.A.Walker - Calvin Walls - Isaac Wells - Anthony Wilburn - Matt Williams - Andre Williamson - Lawrence Wright - Antonio Wyche - Stephane Dondon - Phill Jones - Devon van Oostrum - Jonathan Skjoldebrand - Pedro Cipriano - Mark Sweet - John McPartland - Gerrit Brigitha - Ike Okoye - Roberto Gittens |